# کرستی یانگ
کِـرستی یانگ (انگلیسی: Kirsty Young؛ زادهٔ ۲۳ نوامبر ۱۹۶۸) روزنامه‌نگار و مجری رادیو و تلویزیون اهل بریتانیا است. وی از سال ۱۹۸۹ میلادی تاکنون مشغول فعالیت بوده‌است.
وی مابین سال‌های ۲۰۰۶ تا ۲۰۱۸، مجری برنامهٔ رادیویی لوح‌های جزیره متروک بود.